# Georg Stumme

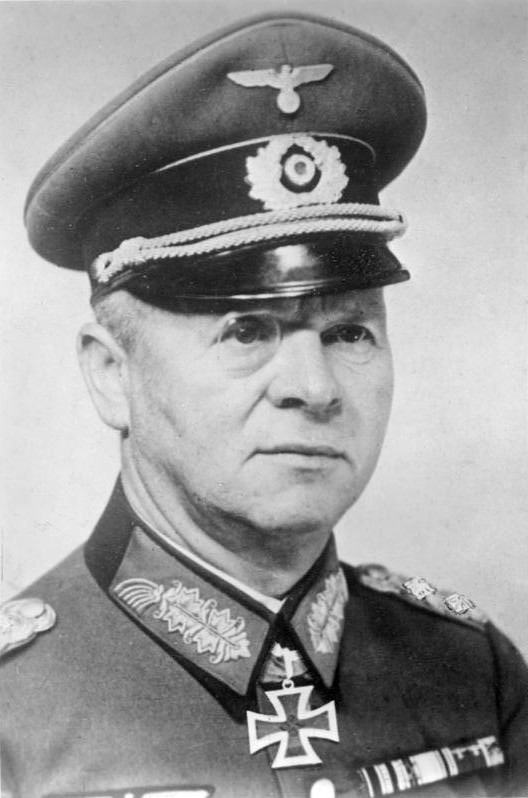
Georg Stumme (1940)

Georg Stumme (* 29. Juli 1886 in Halberstadt; † 24. Oktober 1942 bei El Alamein) war ein deutscher General der Panzertruppe und Oberbefehlshaber der Deutsch-italienischen Panzerarmee im Zweiten Weltkrieg.

## Militärisches Leben
Stumme trat am 19. März 1906 als Fahnenjunker in das 2. Oberschlesische Feldartillerie-Regiment Nr. 57 ein. Bei Ausbruch des Ersten Weltkriegs war er Oberleutnant und wurde am 18. Oktober 1915 zum Hauptmann befördert. Als solcher wurde er als Batteriechef und Generalstabsoffizier verwendet. Für sein Wirken erhielt er neben beiden Klassen des Eisernen Kreuzes das Verwundetenabzeichen in Schwarz sowie das Kreuz für Verdienste im Kriege.
Nach Kriegsende wurde Stumme in die Reichswehr übernommen. Dort war er im Stab der 3. Kavalleriedivision zunächst in Kassel, ab Mai 1925 nach dessen Verlegung dann in Weimar tätig. Hier wurde Stumme am 1. Oktober 1926 zum Major befördert. Am 10. Februar 1930 erfolgte seine Versetzung in den Stab des 2. (Preußisches) Reiter-Regiments nach Osterode. Am 1. Februar 1931 erfolgte die Beförderung zum Oberstleutnant mit der Übertragung des Kommandos am 1. Oktober über das 1. (Preußisches) Reiter-Regiment in Tilsit.
Nach 1933 diente er weiter in der Kavallerie und seit 1938 in der Panzerwaffe, als Kommandeur der neuaufgestellten 2. leichten Division, die er beim Überfall auf Polen zu Beginn des Zweiten Weltkriegs befehligte. Anfang 1940 wurde er Kommandierender General des XXXX. Armeekorps, das er im Westfeldzug, im Balkanfeldzug und im Krieg gegen die Sowjetunion führte. Stummes Korps wurde Ende 1940 motorisiert und 1942 zum Panzerkorps umgegliedert.
Stumme wurde am 1. Juni 1940 zum General der Kavallerie befördert. Der Dienstgrad wurde 1941 in General der Panzertruppe umbenannt. Nach dem Ende des Westfeldzugs erhielt er am 19. Juli 1940 (wie zahlreiche andere Offiziere auch) das Ritterkreuz des Eisernen Kreuzes.
Am 19. Juni 1942, wenige Tage vor dem geplanten Beginn der deutschen Sommeroffensive Fall Blau, ereignete sich ein folgenschwerer Vorfall: Der Erste Generalstabsoffizier der 23. Panzerdivision, Major Reichel, musste bei einem Erkundungsflug nach feindlichem Beschuss mit seinem Fieseler Storch hinter den feindlichen Linien notlanden. Der Roten Armee fielen so Karten und Pläne für die erste Operationsphase in die Hände (welche Stalin jedoch für eine Fälschung hielt). Stumme, sein Stabschef Oberst i. G. Gerhard Franz und der Kommandeur der 23. Panzerdivision, Generalleutnant von Boineburg, wurden für den Verlust der Geheimunterlagen verantwortlich gemacht, im Juli ihrer Dienststellungen enthoben, inhaftiert und wenig später vor ein Kriegsgericht unter Vorsitz von Hermann Göring gestellt. Stumme wurde zu fünf Jahren Festungshaft verurteilt, nach Intervention von Generalfeldmarschall von Bock jedoch bereits nach wenigen Wochen aus der Festungshaft entlassen und auf den Kriegsschauplatz in Nordafrika versetzt.
Dort übernahm er am 22. September 1942 in Vertretung Erwin Rommels (der wegen gesundheitlicher Beschwerden einen mehrwöchigen Aufenthalt in Deutschland vorsah) das Kommando über die Panzerarmee Afrika. Als neuer Oberbefehlshaber ging er sofort daran, die Organisation der Verteidigung im Sinne des abwesenden Rommels neu zu regeln. Er bemühte sich um eine Verbesserung des Dialogs mit den italienischen Kommandobehörden und um die Lösung von Problemen bis hin zur Regelung des Straßenverkehrs.
Kurz nach Beginn der zweiten Schlacht von El Alamein fuhr Stumme am 24. Oktober mit dem Armeenachrichtenführer Oberst Büchting zur Front, um sich einen Überblick über die Lage zu verschaffen. Anders als Rommel verzichtete er auf Begleitsicherung und einen Funkwagen. Auf dem Weg zum Gefechtsstand der 90. leichten Division geriet sein Fahrzeug in einen Hinterhalt und wurde beschossen. Büchting starb durch einen Kopfschuss und Stumme an einem Herzinfarkt. Erst am folgenden Tag konnte er geborgen werden.